# Aziza Rabbah
Aziza Rabbah (en arabe : عزيزة الرباح), née le 4 juillet 1986, est une footballeuse internationale marocaine jouant au poste de défenseure centrale à l'AS FAR.

## Biographie

### Carrière en club
La carrière footballistique d'Aziza Rabbah débute au FC Berrechid avec lequel elle évolue jusqu'en 2010 et remporte le championnat national ainsi que la Coupe du Trône. Puis elle connaît un passage au Chabab Atlas Khénifra et s'engage par la suite au Nassim Sidi Moumen avant de rejoindre au cours de l'année 2012, l'AS FAR avec lequel elle remporte le championnat national et la Coupe du Trône à plusieurs reprises,.

### Carrière internationale
Aziza Rabbah fait ses débuts en sélection marocaine sous la houlette de Slimani Alaoui en mars 2006 face au Mali dans le cadre des éliminatoires de la CAN 2006. Tout au long de sa carrière internationale, elle participe à plusieurs campagnes de qualifications à la Coupe d'Afrique des nations, à la Coupe du monde ou encore aux éliminatoires des Jeux olympiques.
Cependant, elle ne parvient pas à se qualifier aux diverses phases finales desdites compétitions, hormis la CAN 2022, le Maroc étant le pays hôte.

#### Coupe d'Afrique des nations 2022
Aziza Rabbah fait partie des vingt-six joueuses sélectionnées par Reynald Pedros pour disputer la CAN 2022. Elle est la joueuse la plus âgée de l'effectif convoqué (36 ans).
Bien que dans le groupe et sur le banc des remplaçantes à toutes les rencontres, elle ne dispute aucune minute durant la compétition qui voit l'équipe du Maroc atteindre la finale.
Elle n'est pas retenue non plus pour disputer la Coupe du monde 2023 en Australie-Nouvelle-Zélande.

#### JO 2024: Echec du Maroc au dernier tour
Après avoir éliminé la Tanzanie et la Tunisie, les Marocaines sont opposées aux Zambiennes lors du 4e et dernier tour des qualifications. Si elle est parvenue à s'imposer en Zambie lors du match aller le 5 avril 2024 sur le score de 2 buts à 1, la sélection marocaine ne parvient pas à se qualifier pour la phase finale des Jeux à la suite de sa défaite 2 à 0 au match retour à Rabat le 9 avril 2024 après prolongations. Aziza Rabbah participe aux deux rencontres en tant que titulaire, mais sort sur blessure à la 35e minute au match retour.

#### Coupe d'Afrique 2024
Aziza Rabbah est sélectionnée par Jorge Vilda pour une double confrontation amicale face à la RD Congo les 30 mai et 3 juin à 2024 Berkane. Aziza Rabbah dispute les deux matchs en tant que titulaire.
Elle est convoquée pour disputer deux matchs amicaux contre la Tanzanie et le Sénégal respectivement les 25 et 29 octobre 2024 au Stade Père-Jégo. Les Marocaines remportent les deux rencontres avec un score de 4-1 face aux Tanzaniennes et une large victoire face aux Sénégalaises, 7-0. Aziza Rabbah dispute les deux rencontres dans leur intégralité et délivre une passe décisive pour Yasmin Mrabet face au Sénégal,.
Toujours dans le cadre des préparations à la CAN, elle est convoquée par Jorge Vilda pour disputer deux matchs amicaux internationaux, face au Ghana et Haïti respectivement les 21 et 25 février 2025 à Casablanca. Elle participe aux deux matchs en tant que titulaire.
Après une série de stages et matchs amicaux, la FRMF annonce le 24 juin 2025 la liste finale pour la CAN 2024. Aziza Rabbah fait partie des joueuses retenues par Jorge Vilda. Le Maroc qui atteint la finale pour la deuxième fois consécutive, ne parvient pas à remporter le titre. Durant cette édition, les Marocaines terminent première de leur groupe après un nul face aux Zambiennes (2-2), une victoire face aux Congolaises (4-2) et un succès face aux Sénégalaises (1-0). En quart de finale, le Maroc élimine le Mali (3-1) puis s'impose en demi-finale aux tirs au but face Ghana (4-2, 1-1 après prolongations). Les joueuses de Jorge Vilda s'inclinent en finale face au Nigeria (3-2) après avoir mené au score (2-0) jusqu'à l'heure de jeu. Aziza Rabbah, 39 ans, participe à tous les matchs du tournoi en tant que titulaire.

## Palmarès

### En club
FC Berrechid (5 titres)
- Championnat du Maroc (3)
  - Championne : 2005, 2006 et 2008
  - Vice-championne : 2007
- Coupe du Trône (1)
  - Vainqueur : 2008
- Championnat des clubs champions de l'UNAF (1)
  - Vainqueur : 2007

 AS FAR (28 titres)
- Championnat du Maroc (12) :
  - Championne : 2013, 2014, 2016, 2017, 2018, 2019, 2020, 2021, 2022, 2023, 2024, 2025
- Coupe du Trône (12):
  - Vainqueur : 2013, 2014, 2015, 2016, 2017, 2018, 2019, 2020, 2021, 2022, 2023, 2024
- Supercoupe Maroc-Émirats  (1)
  - Vainqueur : 2016
- Tournoi de l'UNAF (2) :
  - Vainqueur : 2021, 2024
- Ligue des champions de la CAF (1) :
  -  Vainqueur : 2022
  -  Finaliste : 2024
  -  Troisième : 2021, 2023

### En sélection
Équipe du Maroc (1)
- Coupe d'Afrique des nations
  -  Finaliste : 2022 et 2024
- Tournoi international de Malte :
  - Vainqueur : 2022

## Distinctions personnelles
- Meilleur joueuse du championnat marocain 2013-14[14]
- Dans le onze-type de la Ligue des champions CAF 2022 par la CAF[15].